# ديمتري ليخاتشوف
ديمتري سيرجيفيتش ليخاتشوف (28 نوفمبر 1906 - 30 سبتمبر 1999) (الروسية: Дми́трий Серге́евич Лихачёв)، هو لغوي وأديب روسي، يُعتبر العالم الأبرز في اللغة الروسية القديمة وأدبها.

## مسيرته

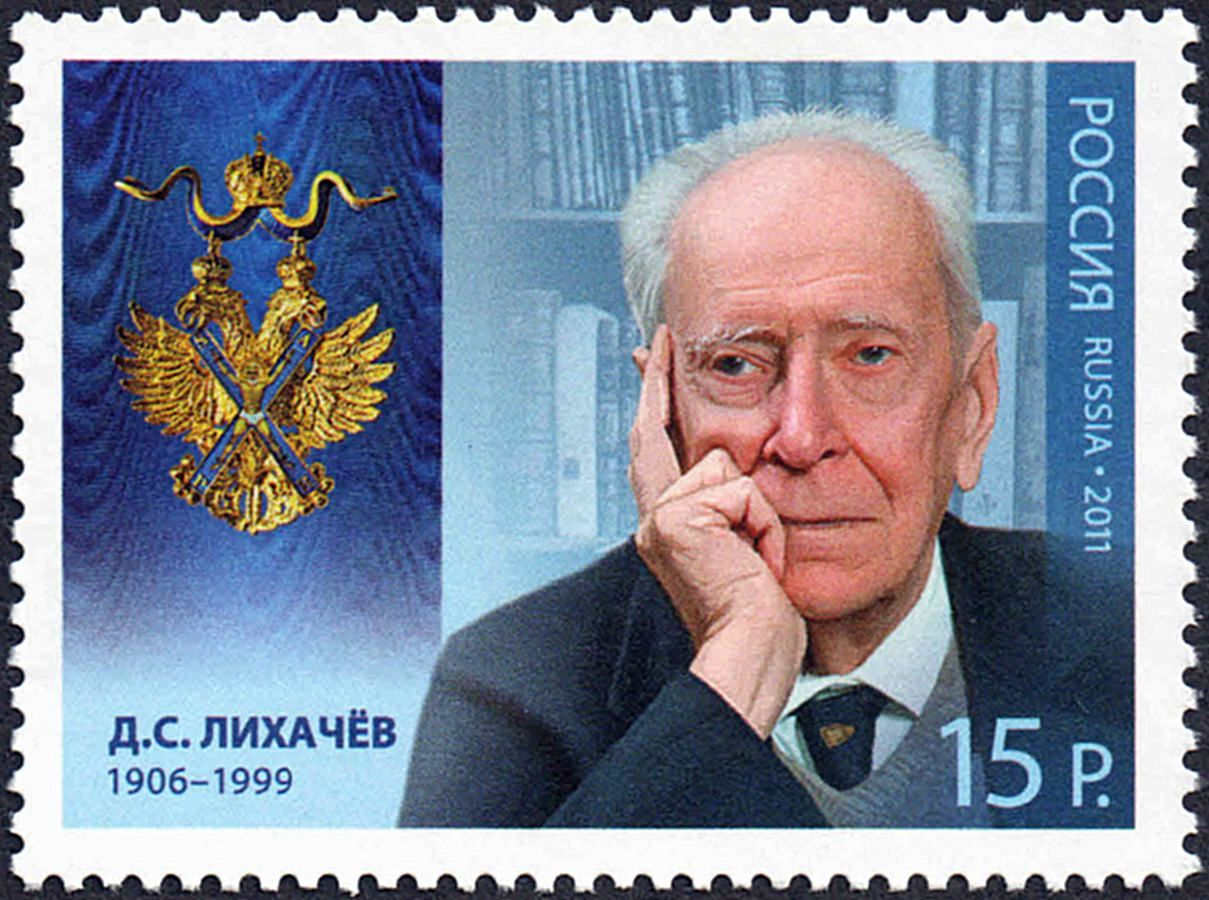
ديمتري ليخاتشوف على طابع بريدي روسي سنة 2011

ولد ديمتري ليخاتشوف في بسانت بطرسبرغ. منذ طفولته المبكرة كان لديه شغف بالأدب، على الرغم من أن والديه لم يوافقوا على هذا الاهتمام.
في عام 1923، عندما كان عمره 16 عامًا فقط، دخل ليخاتشوف قسم اللسانيات والأدب في جامعة لينينغراد الحكومية. حضر الأقسام الرومانية-الجرمانية والسلافية الروسية في الوقت نفسه، حيث حصل على شهادتين. في الجامعة، التقى ليخاتشوف مع العديد من العلماء البارزين وطوّر طريقة تفكيره الخاصة. تخرج ليخاشوف في عام 1928 من جامعة لينينغراد.
في عام 1928، في نهاية دراسته، تم القبض على ليخاتشوف واتهم بأنه عضو في «جماعة أدبية للطلاب تسمى أكاديمية العلوم الكونية».
كان ليخاتشوف عضوا أجنبيا في أكاديميات العلوم في بلغاريا والمجر وصربيا، وعضواً في الأكاديميات النمساوية والأمريكية والبريطانية والإيطالية وغوتينغن.
في عام 1984 سمي الكوكب الصغير «ليخاتشوف 2877» على اسمه.
توفي ديمتري ليخاتشوف في 30 سبتمبر 1999.
في عام 2001 أنشأت ابنة ليخاتشوف وجورج سوروس صندوق ليخاتشوف الخيري.

## روابط خارجية
- Likhachov Webpage on the Likhachov Fund Website نسخة محفوظة 21 نوفمبر 2016 على موقع واي باك مشين.
- Dmitry Likhachov: The Elder of Russian Culture
- Dmitry Likhachov Obituary
- ديمتري ليخاتشوف على الموقع الرسمي الأكاديمية الروسية للعلوم